# Fausto Batignani
Fausto Batignani (Montevideo, 2 luglio 1903 – Montevideo, 2 novembre 1975) è stato un calciatore uruguaiano, di ruolo portiere.

## Palmarès

### Nazionale
- Oro olimpico: 1

Amsterdam 1928
- Coppa America: 1

Cile 1926